# Jonas Andersson i Trossnäs
Jonas Andersson (i riksdagen kallad Andersson i Varpnäs), född 22 juli 1834 i Gillberga församling, Värmlands län, död 25 oktober 1898 i Nors församling, Värmlands län, var en svensk godsägare och politiker.
Andersson var ägare till godset Trossnäs i Nors församling (Värmlands län). Som riksdagsman var han ledamot av första kammaren 1881–1889, invald i Värmlands läns valkrets. Åt sin dotter lät han bygga det så kallade Sockerslottet i Karlstad.